# Zimina

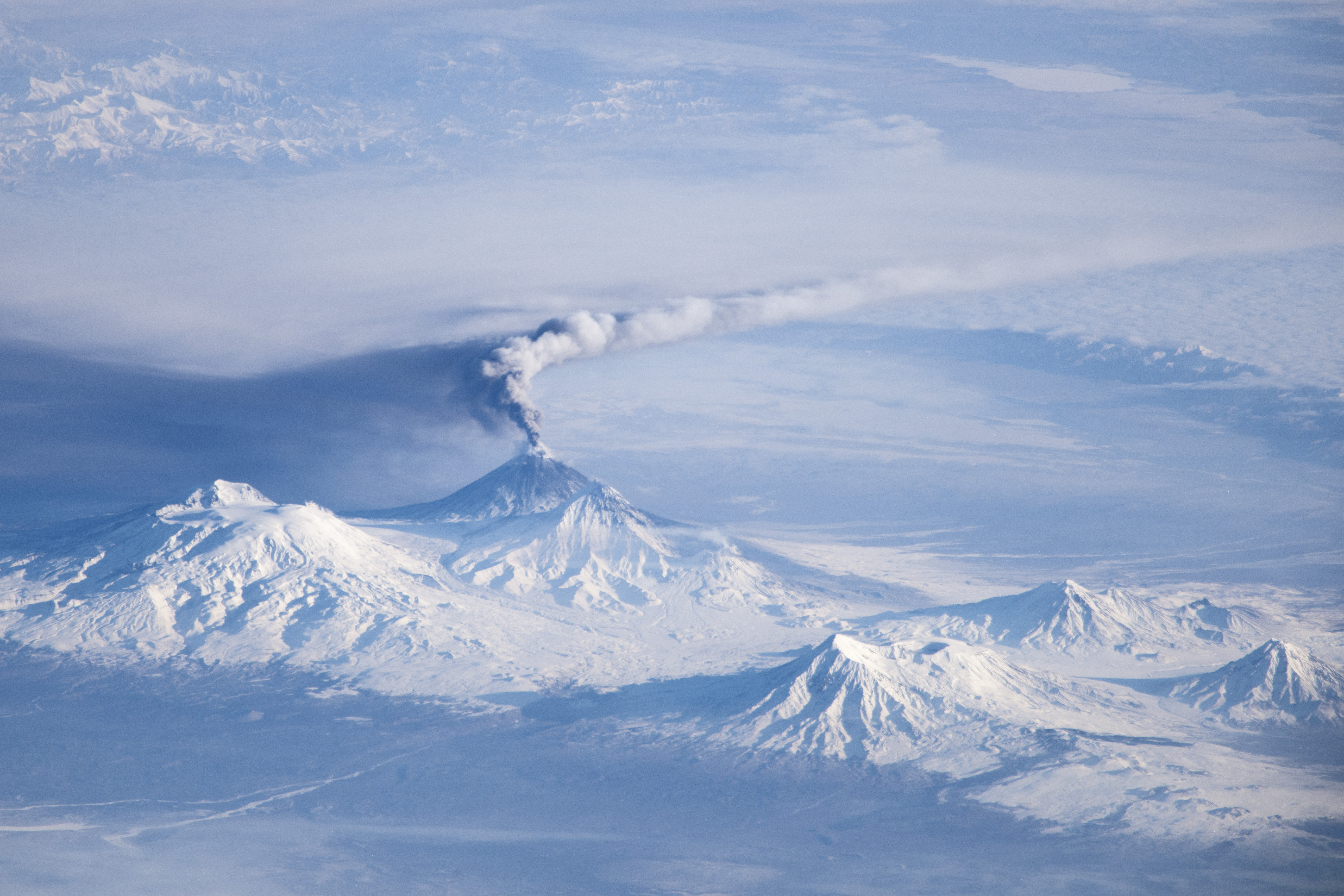
Översiktsbild som visar Usjkovskij, Tolbatjik, Bezymjannyj, Zimina och Udina. Fotografi från 16 november 2013.

Zimina (ryska Вулкан Зимина), eller Zimin, är en stratovulkan  på Kamtjatkahalvön i Ryssland.  Den består av två toppar: Ovalnaja Zimina och Ostraya Zimina. Det är inte känt när den hade sitt senaste utbrott.